# أنظمة راديو

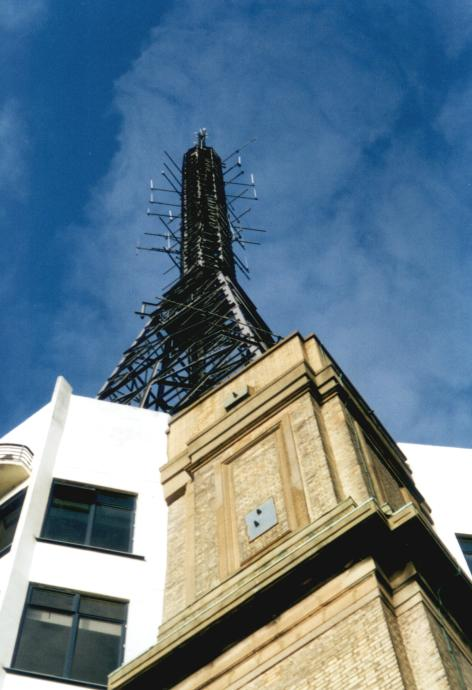
قصر ألكسندر: حيث يوجد ساريه تحمل محطة بث للردايو

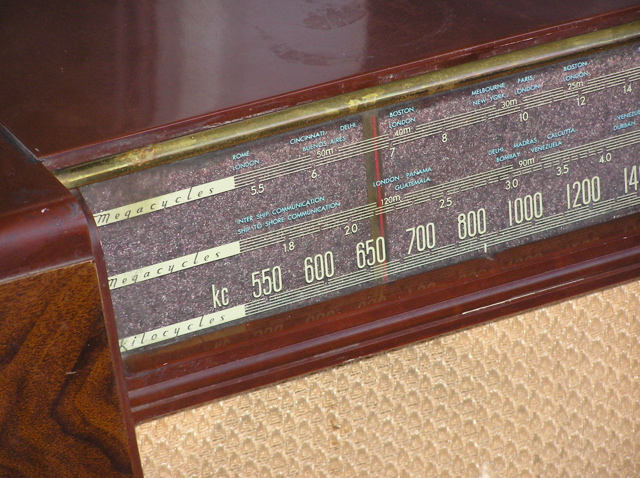
جهاز استقبال موجات الراديو وهو ما نطلق عليه مذياع

أنظمة الراديو هو تكنولوجية استخدام موجات الراديو لحمل المعلومات، مثل الصوت، عن طريق تعديل وتضمين منهجي لخصائص موجات الطاقة الكهرومغناطيسية التي تنتقل عبر الفضاء، ويكون التعديل في هذه الخصائص اما في المطال أو (بالإنجليزية:amplitude) أو في التردد أو في طور موجة أو في عرض النبضة. عندما تمر موجات الراديو وتصطدم بشيء موصل للكهرباء يُحدث المجال المتذبذب تيار متردد يمر من خلال الموصل ويمكن بعدها استخراج المعلومات في الموجات وتحويلها مرة أخرى إلى شكلها الأصلي. تحتاج الأنظمة الراديوية إلى مرسل للموجات لتعديل (تضمين) بعض خصائص الطاقة المنتجة لاحتواء معلومات إشارة ضمنها، ومن أنواع ذلك التضمين تضمين السعة أو تضمين الزاوية (بالإنجليزيه:Angle modulation) (تضمين الزاوية يمكن أن يكون تضمين التردد أو تضمين الطور). وتحتاج الأنظمة الراديوية أيضا إلى هوائي (بالإنجليزية:antenna) لتحويل التيارات الكهربائية إلى موجات راديوية وذلك يتم في محطات الإرسال أو إذاعة، وموجات راديوية في موجات راديوية وتلك العملية تتم في المذياع.
يمكن استعمال الهوائي للإرسال والاستقبال على السواء. الرنين الكهربائي من الدوائر ضبطها في أجهزة الراديو تسمح المحطات الفردية للاختيار ويسمى ذلك عمليه توليف الموجة. يتم التقاط الموجة الكهرومغناطيسية بواسطة هوائي استقبال موالف. ويتلقى المذياع (المستقبل الراديوي) مدخلاته من هوائي ويحوله إلى شكل يمكن استخدامه للمستهلك مثل الصوت والصور والبيانات الرقمية وقيم القياس والمواقع الملاحية وما إلى ذلك. وتحتل الترددات الراديوية المدى من 3 كيلوهرتز إلى 300 غيغاهرتز، على الرغم من أن استخدامات الراديو ذات الأهمية التجارية إلا أنه لا يستخدم سوى جزء صغير من هذا الطيف.

## أصل التسمية
يستمد مصطلح «راديو» من الكلمة اللاتينية «راديوس»، وهذا يعني «دائرة نصف قطرها، حزمة الضوء، شعاع»، تم تطبيقه لأول مرة على الاتصالات في عام 1881 بناء على اقتراح من العالم الفرنسي ارنست ميركادير أن يتخذ ألكسندر غراهام بيل «راديوفون» (بمعنى «صوت مشع») كاسم بديل لنظام الإرسال البصري الضوئي (فوتوفون) ويبدو أن أول استخدام للراديو بالاقتران مع الإشعاع الكهرومغناطيسي كان من قبل الفيزيائي الفرنسي إدوارد برانلي الذي طور في عام 1890 نسخة من مستقبل أكثر تماسكا أطلق عليه اسم راديوي-كوندكتور 

## فكرة العمل
```

الاتصالات اللاسلكية. يتم تحويل المعلومات مثل الصوت بواسطة محول مثل ميكروفون إلى إشارة كهربائية، والتي تعدل الموجة الراديوية المرسلة من جهاز الإرسال. يقوم جهاز الاستقبال باعتراض الموجة الراديوية ويستخرج الإشارات الإلكترونية التي تحمل المعلومات، والتي يتم تحويلها مرة أخرى باستخدام محول آخر مثل مكبر الصوت

تستخدم أنظمة الراديو العناصر التالية في مجال 
الاتصالات
. مع أكثر من 100 سنة من التنمية، ويتم تنفيذ كل عملية من قبل مجموعة واسعة من الطرق، المتخصصة لأغراض الاتصالات المختلفة.
```

### جهاز الإرسال والتضمين
كل نظام يحتوي على جهاز إرسال، ويتكون هذا من مصدر للطاقة الكهربائية، وإنتاج التيار المتردد من التردد المطلوب من التذبذب. يحتوي المرسل على نظام لتعديل (تضمين) بعض خصائص الطاقة المنتجة لاحتواء معلومات إشارة ضمنها، وقد يكون هذا التشكيل بسيطا مثل تحويل الطاقة وإيقافها، أو تغيير خصائص أكثر دقة مثل السعة أو التردد أو الطور أو توليفات من تضمين هذه الخصائص. ويرسل المرسل الطاقة الكهربائية المشكلة إلى هوائي يتم ضبطه على النطاق المطلوب؛ هذا الهوائي يحول التيار المتغير بسرعة التغير إلى موجة الكهرومغناطيسية التي يمكن أن تتحرك من خلال مساحة حرة (أحيانا مع استقطاب معين)

يمكن أن تحمل إشارة سمعية بعد عمل FM أو AM لها على موجة راديو

ويعمل تضمين السعة لموجات الموجة الحاملة عن طريق تغيير قوة الإشارة المرسلة بما يتناسب مع المعلومات المرسلة. على سبيل المثال، يمكن أن تستخدم التغييرات في قوة الإشارة لتعكس الأصوات التي سيتم إنتاجها من قبل المتكلم، أو لتحديد شدة الضوء من بكسل التلفزيون. وكانت الطريقة المستخدمة في الإرسالات الصوتية السمعية الأولى، ولا تزال قيد الاستخدام اليوم. وكثيرا ما يستخدم "AM" للإشارة إلى نطاق بث الموجة المتوسطة AM، ولكنه يستخدم في مختلف خدمات الاتصالات الراديوية مثل نطاق  المواطنين وراديو الهواة وخاصة في مجال الطيران نظرا لقدرتها على استقبالها وضعف ظروف الإشارة وحصانتها لالتقاط تأثير، مما يسمح أكثر من إشارة واحدة أن يسمع في وقت واحد.
ويختلف تضمين التردد بتكرار الموجة الحاملة. والتردد اللحظي للناقل يتناسب طرديا مع القيمة اللحظية لإشارة الدخل. فم لديها «تأثير التقاط» حيث يتلقى المتلقي فقط أقوى إشارة، حتى عندما يكون البعض الآخر موجودا مما يجعل الإشارة أكثر وضوحا. ويمكن إرسال البيانات الرقمية عن طريق تحويل تردد الموجة الحاملة بين مجموعة من القيم المنفصلة، وهي تقنية تعرف باسم نظام تحويل التردد. فم يستخدم عادة في الترددات الراديوية عالية التردد (FM) للإذاعة عالية الدقة للموسيقى والكلام. يتم بث الصوت التلفزيون التناظري أيضا باستخدام FM.
تضمين الطور يغير الطور الحظية من موجة الناقل لنقل إشارة. قد يكون إما FM أو مرحلة التشكيل (PM).

### الهوائي

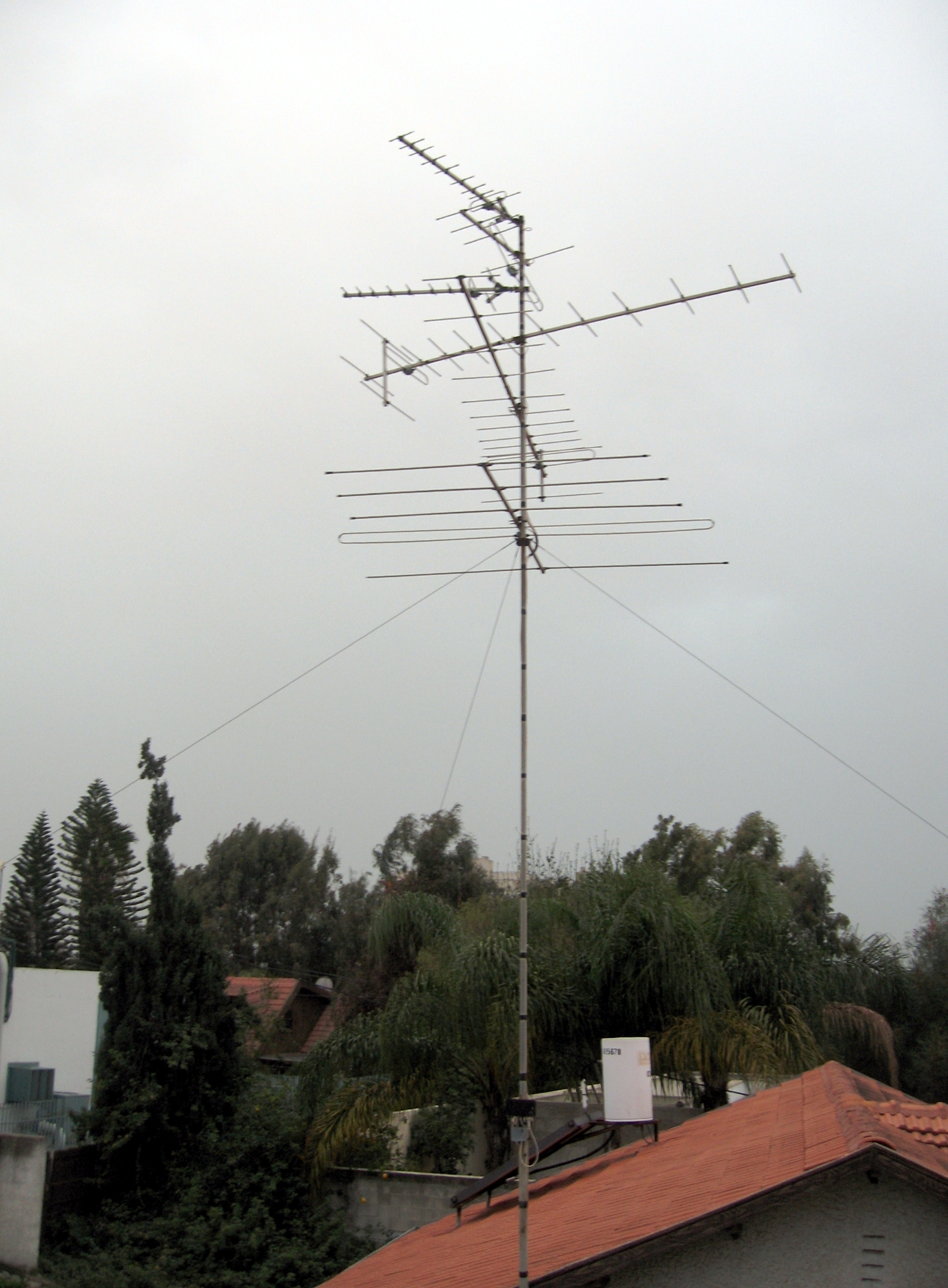
هوائي التلفزيون على سطح منزل.

الهوائي (أو الاريال) هو جهاز كهربائي يحول التيار الكهربائي إلى الموجة اللاسلكية، والعكس بالعكس. وعادة ما تستخدم مع جهاز إرسال راديو أو مستقبل راديو. في عملية الإرسال، يرسل جهاز إرسال لاسلكي تيارا كهربائيا يتأرجح عند التردد الراديوي (أي الترددات العالية التردد) إلى مطاريف الهوائي، ويشع الهوائي الطاقة من التيار ك الإشعاع الكهرومغناطيسي موجات الراديو. وفي عملية الاستقبال، يلتقط الهوائي الموجة الكهرومغناطيسية من أجل إنتاج جهد صغير في اطرافه، يطبق على جهاز الاستقبال ليكون مكبر للصوت. ويمكن استخدام بعض الهوائيات في الإرسال والاستقبال، حتى في وقت واحد، اعتمادا على المعدات المتصلة.

### انتشار موجات الراديو في الفضاء
بمجرد توليد الموجات الكهرومغناطيسية تسافر عبر الفضاء إما مباشرة، أو يكون مسارها يتغير بسبب الانعكاس أو الانكسار أوانحراف. شدة الموجات تتناقص بسبب تشتت هندسي قانون التربيع العكسيويمكن أيضا أن تمتص بعض الطاقة من قبل الوسيط في بعض الحالات. ينشأ أيضاضجيج (إلكترونيات) قد تتسبب في تغيير الإشارة المطلوبة. يأتي هذا التداخل الكهرومغناطيسي من مصادر طبيعية، وكذلك من مصادر اصطناعية مثل المرسلات الأخرى والمشعات العرضية. يتم إنتاج ضجيج (إلكترونيات) أيضا في كل خطوة بسبب الخصائص الكامنة للأجهزة المستخدمة، إذا كان حجم الضجيج كبيرا بما فيه الكفاية، فإن الإشارة المطلوبة لن تكون واضحة. فإن نسبة الإشارة إلى الضجيج هي التي تحكم مدى الاتصالات الراديوية.

### الرنين
الرنين الكهربائي من الدوائر ضبطها (رنان مستحث ومكثف) في أجهزة الراديو تسمح المحطات الفردية للاختيار. وسوف تستجيب الدائرة الرنانة بقوة لتردد معين، وأقل من ذلك بكثير للترددات المختلفة. وهذا يسمح للمستقبل الراديوي بالتمييز بين إشارات متعددة تختلف في التردد.

### جهاز الاستقبال وإعادة التضمين
تُلتقط الكهرومغناطيسية بواسطة هوائي استقبال موالف؛ هذا الهيكل يلتقط بعض الطاقة من الموجة ويعود إلى شكل التيارات الكهربائية يمر داخل الهوائي. وفي المستقبل، تتم إزالة تضمين هذه التيارات، وهي تحويل إلى شكل إشارة قابل للاستعمال بواسطة نظام فرعي للكشف سواء كانت إشارة صوتية أو ملاحة أو أي إشارة أخرى. وتوليف المستقبل لاختيار إلى الإشارات المطلوبة، ورفض الإشارات غير المرغوب فيها.
```
في البداية كانت أنظمة الراديو تعتمد كليا على الطاقة التي يجمعها الهوائي لإنتاج إشارات للمشغل. ولكن بعد ذلك أصبح الراديو أكثر فائدة بعد اختراع 
الأجهزة الإلكترونية
 مثل 
الصمام المفرغ
 وبعد ذلك 
الترانزستور
، مما جعل من الممكن لتضخيم الإشارات الضعيفة. وتستخدم اليوم أنظمة الراديو للتطبيقات من ألعاب الأطفال 
اللاسلكي
 للسيطرة على 
المركبات الفضائية
، فضلا عن البث، والعديد من التطبيقات الأخرى. 
```

ويتلقى مستقبل راديوي مدخلاته من هوائي ويستخدم مرشحات إلكترونية لفصل إشارة راديوية مطلوبة عن جميع الإشارات الأخرى التي يختارها هذا الهوائي ويضخمها إلى مستوى مناسب لمزيد من المعالجة ويتحول أخيرا من خلال إزالة التشكيل وفك تشفير الإشارة إلى شكل قابل للاستخدام للمستهلك، مثل الصوت، والصور، والبيانات الرقمية، وقيم القياس، والمواقع الملاحية، وما إلى ذلك.

## أنظمة الأتصالات
نظام الاتصالات اللاسلكية يرسل إشارات عن طريق الراديو. وتتوقف أنواع أنظمة الاتصالات الراديوية المنتشرة على التكنولوجيا والمعايير والأنظمة وتخصيص الطيف الراديوي ومتطلبات المستعملين وتحديد مواقع الخدمة والاستثمار
فإن هندسة الترددات الراديوية المتضمنة في أنظمة الأتصالات تشمل جهاز إرسال وجهاز استقبال يحتوي كل منهما على هوائي ومعدات طرفية مناسبة مثل ميكروفون في المرسل ومكبر صوت في المستقبل في حالة نظام الاتصالات الصوتية. وتختلف القدرة المستهلكة في محطة إرسال تبعا لمسافة الاتصالات وشروط الإرسال. وتكون القدرة المستقبلة في محطة الاستقبال عادة جزءا صغيرا فقط من خرج المرسل، لأن الاتصالات تعتمد على تلقي المعلومات، وليس الطاقة، التي تنتقل.
وقد يرسل نظام الاتصالات الراديوية المعلومات بطريقة واحدة فقط. على سبيل المثال، في بث مرسل واحد يرسل إشارات إلى العديد من أجهزة الاستقبال. ويمكن لمحطتين أن تتناوبان الإرسال والاستقبال، باستعمال تردد راديوي واحد؛ وهذا ما يسمى «البسيط». وباستخدام ترددين راديويين، يمكن لمحطتين إرسال إشارات واستقبالها بشكل مستمر ومتزامن - وهذا ما يسمى بعملية «الإرسال المزدوج».